# Epimecia obscurior
Epimecia obscurior är en fjärilsart som beskrevs av Wagner. Epimecia obscurior ingår i släktet Epimecia och familjen nattflyn. Inga underarter finns listade i Catalogue of Life.